# Fracture sociale
Pour les articles homonymes, voir fracture (homonymie).
 (décembre 2018).
La « fracture sociale » est une expression qui désigne généralement le fossé séparant une certaine tranche socialement intégrée de la population d'une autre composée d'exclus.

## Origine de l'expression
L'expression est attestée pour la première fois dans un article de Sud-ouest du 30 août 1981 rédigé par Pierre Veilletet (prix Albert-Londres en 1976) pour évoquer le parcours de Mitterrand : « L’espérance de cet été-là était gigantesque, parce que la résistance avait été gigantesque et gigantesque aussi la fracture sociale qui, fatalement, s’ensuivrait ». 
On la retrouve pour la première fois au sens moderne sous la plume de Marcel Gauchet, dans un article du Débat, écrit en 1990, et intitulé « Les mauvaises surprises d’une oubliée : la lutte des classes » (n° 60, automne 1990), : « Ce qu'il s'agit d'essayer de comprendre, ce sont les voies par lesquelles a pu s'opérer la fracture sociale profonde dont l''emprise croissante du Front  national est l'expression tangible ».
Elle réapparaît dans une tribune politique consignée par une douzaine de députés socialistes dans les pages « Débats » du Monde du 11 décembre 1990 : « Et notre société se brise d’une redoutable fracture sociale : les banlieues, la misère, le chômage, la violence, façonnent une classe nouvelle, d’autant plus désespérée qu’elle ne se sent pas représentée et qu’elle n’attend plus le grand soir ».

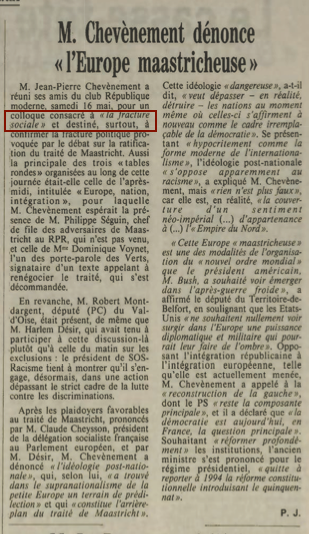
Image d'archive de l'article du Monde du 19 mai 1992 annonçant l'organisation du colloque "Fracture Sociale" par Jean-Pierre Chevènement. Lorsqu'en 1995 Jacques Chirac en fera son thème de campagne, il ne fait que réutiliser une expression en cours dans les milieux de la gauche modérée.

Enfin, Chevènement organise en 1992 un colloque intitulé : « La fracture sociale » comme le rapporte Patrick Jarreau dans les pages du Monde du 19 mai 1992 (voir Fichier:Article du Monde du 19 mai 1992.png).
L'expression est parfois attribuée à tort à Emmanuel Todd en raison d'une note de la Fondation Saint-Simon (novembre 1994). La note, intitulée Aux origines du malaise politique français, traite de l'opposition entre les élites aux vues mondialistes et les classes populaires portées vers le repli identitaire et inspire la campagne de Jacques Chirac pour l'élection présidentielle française de 1995. 
L'expression est peut-être forgée par le philosophe français Marcel Gauchet en 1985 dans Le désenchantement du monde aux Éditions Gallimard, s'exprimant sur la lutte des classes : « Il est devenu indécent d'en parler, mais ce n'est pas moins elle qui resurgit là où on ne l'attendait pas pour alimenter la poussée électorale continue de l'extrême droite (…) Un mur s'est dressé entre les élites et les populations, entre une France officielle, avouable, qui se pique de ses nobles sentiments, et un pays des marges, renvoyé dans l'ignoble, qui puise dans le déni opposé à ses difficultés d'existence l'aliment de sa rancœur ».

## Succès de l'expression en France
La lutte contre la fracture sociale est l'un des principaux thèmes de campagne de Jacques Chirac pour l'élection présidentielle française de 1995, qui lance l'expression dans les médias sous l'impulsion d'Henri Guaino, un des auteurs du discours :
« La France fut longtemps considérée comme un modèle de mobilité sociale.
Certes, tout n'y était pas parfait. Mais elle connaissait un mouvement continu qui allait dans le bon sens. Or, la sécurité économique et la certitude du lendemain sont désormais des privilèges. La jeunesse française exprime son désarroi. Une fracture sociale se creuse dont l'ensemble de la Nation supporte la charge.
La "machine France" ne fonctionne plus. Elle ne fonctionne plus pour tous les Français. »
(discours fondateur de la campagne présidentielle de Jacques Chirac, 17 février 1995).
La fracture sociale est alors également considérée par Chirac comme porteuse de risques de troubles dans les banlieues. Dans son livre-programme du 10 janvier 1995, il donne des chiffres qui « en eux-mêmes, n'expriment pas la gravité de la fracture sociale qui menace - je pèse mes mots - l'unité nationale ».
Et de poursuivre :
« Dans les banlieues déshéritées règne une terreur molle. Quand trop de jeunes ne voient poindre que le chômage ou des petits stages au terme d'études incertaines, ils finissent par se révolter. Pour l'heure, l'État s'efforce de maintenir l'ordre et le traitement social du chômage évite le pire. Mais jusqu'à quand ? »
En 2003, Chirac utilise à nouveau l'expression lors de son déplacement, très médiatisé, à Valenciennes :
« Ces difficultés, ces drames, cette fracture sociale qui menace de s'élargir en une fracture urbaine, ethnique et parfois même religieuse, ne sont pas des fatalités ».

## 1995: Revirement de la politique économique de Jacques Chirac
Le 26 octobre 1995, Jacques Chirac annonce, lors d'une émission spéciale sur France 2, un revirement total de sa politique économique et sociale : l'accent sera mis désormais sur la réduction des déficits qui, en suscitant une baisse des taux d'intérêt et une reprise de la croissance, devrait favoriser la diminution du chômage. Il abandonne ainsi « l'autre politique », prônée par Philippe Séguin, pour se rapprocher de la politique suivie par l'ancien Premier ministre, Édouard Balladur et exigée par l'Allemagne : la veille, en effet, Jacques Chirac s'était engagé auprès du chancelier Helmut Kohl, à Bonn, à privilégier la réduction des déficits, ce qui avait permis aux deux hommes d'affirmer que leurs deux pays respecteraient les échéances et les critères de l'Union économique et monétaire.

## Écho avec la notion de «distanciation sociale»
Malgré les préconisations de l'Organisation mondiale de la santé en 2020 d'abandonner l'expression de « distanciation sociale » au profit de « distanciation physique », le terme reste employé de manière diffuse. Il faut y voir un fait d'inertie lexicale en écho au succès de l'expression « fracture sociale ».